# Brian Auger and the Trinity
Brian Auger and the Trinity fue una banda británica de rock progresivo liderada por el teclista Brian Auger. Su dueto con Julie Driscoll, la canción "This Wheel's On Fire" (escrita por Bob Dylan), escaló a la posición #5 en la lista UK Singles Chart en 1968.
El álbum Open, acreditado a Julie Driscoll, Brian Auger and the Trinity, se ubicó en la posición #12 en la lista UK Albums Chart ese mismo año. La banda y Driscoll abrieron un concierto de Led Zeppelin en el Rose Palace en Pasadena, California el 2 y 3 de mayo de 1969.

## Miembros

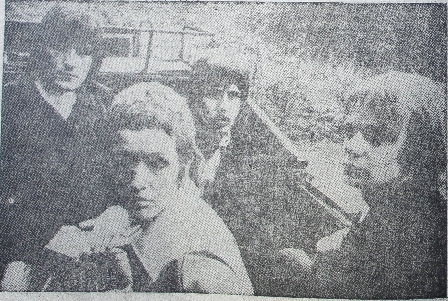
Foto publicada en 1969 en la revista indonesia Aktuil

- Brian Auger (órgano, piano, voz, coros)
- Julie Driscoll (voz, guitarra acústica)
- Rick Laird (bajo)
- Philip Kinorra (batería)
- Vic Briggs (guitarra)
- Ricky Brown (bajo)
- Micky Waller (batería)
- Gary Boyle (guitarra, voz)
- Roger Sutton (bajo)
- Clem Cattini (batería)
- Clive Thacker (batería)
- Dave Ambrose (bajo)